# HMS Implacable (R86)
Pour les autres navires du même nom, voir HMS Implacable.
Le HMS Implacable (R86) est un porte-avions de la classe Implacable qui a servi dans la Royal Navy de 1944 à 1955.

## Histoire
La construction de l’Implacable est lancée au chantier Fairfields, sur la Clydeside, trois mois après celle de son sister-ship, l'Indefatigable. Il est indubitablement destiné à être employé dans la British Pacific Fleet une fois terminé. Son premier commandant est le capitaine Lachlan Mackintosh of Mackintosh, mais il est remplacé par la promotion du capitaine Charles Hughes-Hallett peu avant le départ pour l'Extrême-Orient.
Dès son entrée en service, le porte-avions a pour mission de lancer des raids aériens sur le cuirassé allemand Tirpitz, en 1944. Le 27 novembre 1944, des Fairey Barracuda bombardent deux navires norvégiens transportant des prisonniers de guerre Alliés, en tuant 2 571 à bord du Rigel (en). les pilotes ont selon toute vraisemblance cru apercevoir des transports de troupes allemands.
L’Implacable arrive à Sydney le 8 mai 1945. Il rejoint l'escadre de porte-avions de la British Pacific Fleet, remplaçant le HMS Illustrious, qui repart au Royaume-Uni pour de multiples réparations.
Sa première mission au sein de la BPF sera contre les bases aériennes japonaises de Truk dans les îles Carolines.
Le navire restera dans les eaux du Pacifique après la fin du conflit, devenant le navire amiral de Sir Philip Vian lors de son accession au poste de vice-amiral de la BPF. Il retournera au Royaume-Uni à temps pour la parade de la victoire.

## Escadrilles transportées
- 30 Naval Fighter Wing : 800 NAS (en), 801 NAS (en) (1943 - 1945)
- 8th Carrier Air Group : 801 NAS, 828 NAS, 880 NAS, 1771 NAS (1945 jusqu'à la fin)

En mars 1945, il transportait 81 avions : 48 Seafire, 21 Avenger et 12 Firefly.

## Sources
- (en) Cet article est partiellement ou en totalité issu de l’article de Wikipédia en anglais intitulé « HMS Implacable (R86) » (voir la liste des auteurs).